# Detroit street circuit
Detroit street circuit je dirkališče, ki leži v ameriškem mestu Detroit. Med letoma 1982 in 1988 je gostilo dirko Formule 1 za Veliko nagrado vzhodnih ZDA.

## Zmagovalci
| Leto | Dirkač           | Moštvo   | Poročilo |
| ---- | ---------------- | -------- | -------- |
| 1988 | Ayrton Senna     | McLaren  | Poročilo |
| 1987 | Ayrton Senna     | Lotus    | Poročilo |
| 1986 | Ayrton Senna     | Lotus    | Poročilo |
| 1985 | Keke Rosberg     | Williams | Poročilo |
| 1984 | Nelson Piquet    | Brabham  | Poročilo |
| 1983 | Michele Alboreto | Tyrrell  | Poročilo |
| 1982 | John Watson      | McLaren  | Poročilo |